# Elvira Nikolaisen

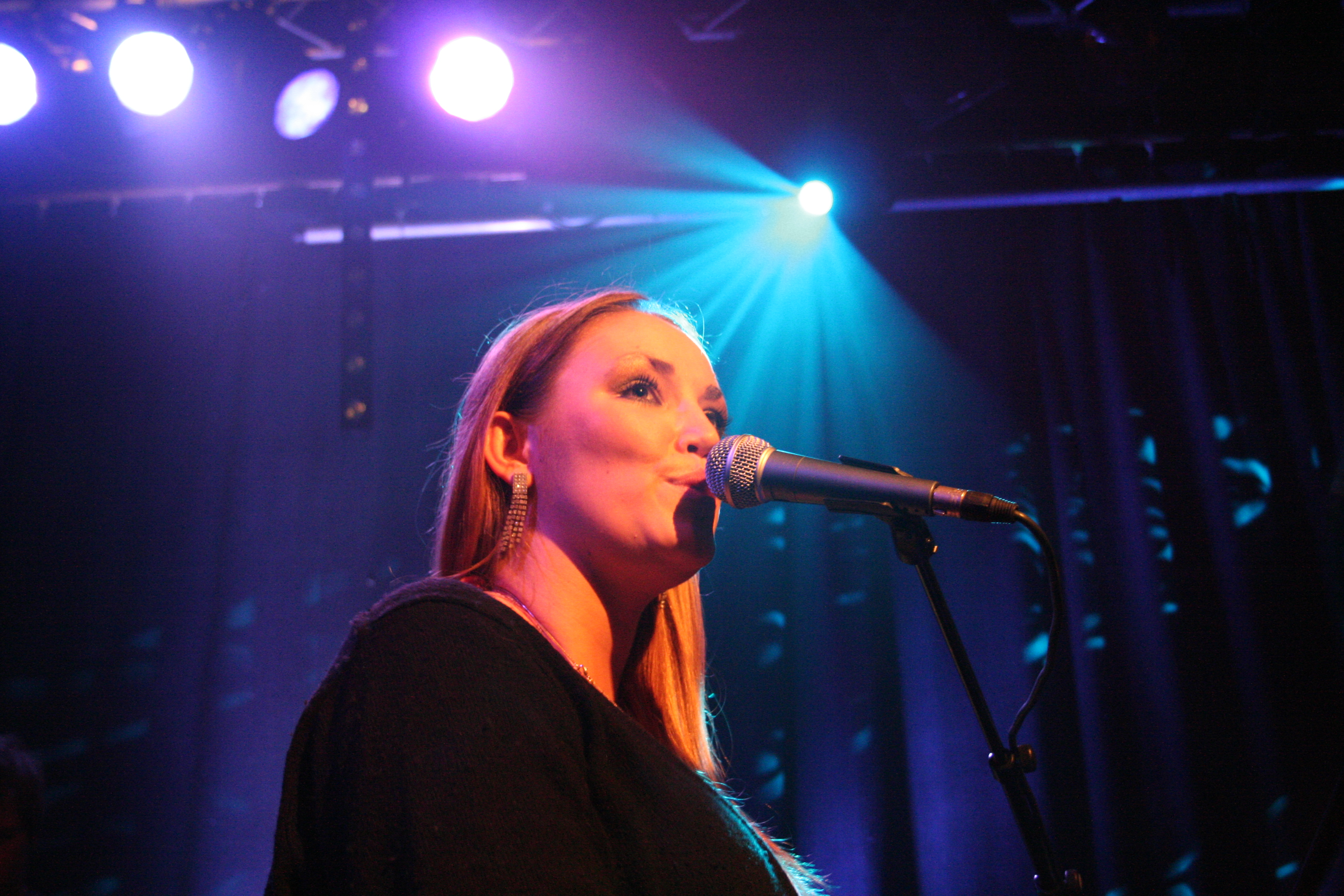
Nikolaisen bei einem Auftritt (2007)

Elvira Nikolaisen (* 16. Juli 1980 in Moi) ist eine norwegische Singer-Songwriterin.

## Leben
Elvira Nikolaisen stammt aus einer musikalischen Familie. Ihr Vater ist ein Organist. Ihr Bruder Emil Nikolaisen ist Musiker und Musikproduzent, ihre Schwester Hilma Nikolaisen ist Bassistin und ihr Bruder Ivar Nikolaisen ist Musiker in einer Punkband.
Sie veröffentlichte 2006 ihr Debütalbum Quiet Exit, das Platz 2 der norwegischen Albumcharts erreichte. Auch die beiden folgenden Alben erreichten die Albumcharts in Norwegen.
2013 veröffentlichte Nikolaisen gemeinsam mit dem Jazzmusiker Mathias Eick das Album I Concentrate on You.

## Diskografie (Auswahl)
- 2006: Quiet Exit (Columbia)
- 2008: Indian Summer (Columbia)
- 2011: Lighthouse (Columbia)
- 2013: Elvira Nikolaisen & Mathias Eick – I Concentrate on You	(Grappa, mit Gard Nilssen)